# التصنيف الدولي الموحد للتعليم
التصنيف الدولي الموحد للتعليم (ISCED) هو إطار إحصائي لتنظيم المعلومات المتعلقة بالتعليم التي تحتفظ بها منظمة الأمم المتحدة للتربية والعلم والثقافة (اليونسكو). وهي عضو في الأسرة الدولية للتصنيفات الاقتصادية والاجتماعية للأمم المتحدة.